# Paltamo
Paltamo est une municipalité du centre-nord de la Finlande, dans la région du Kainuu.

## Histoire
Le village est situé sur l'ancienne route du goudron, qui voyait le goudron végétal indispensable aux constructions navales descendre la rivière d'Oulu jusqu'à la mer. Paltamo (Voir aussi tervavene) désigne en finnois le bateau qui transportait le goudron de pin, et qui se retrouve sur le blason.

## Géographie

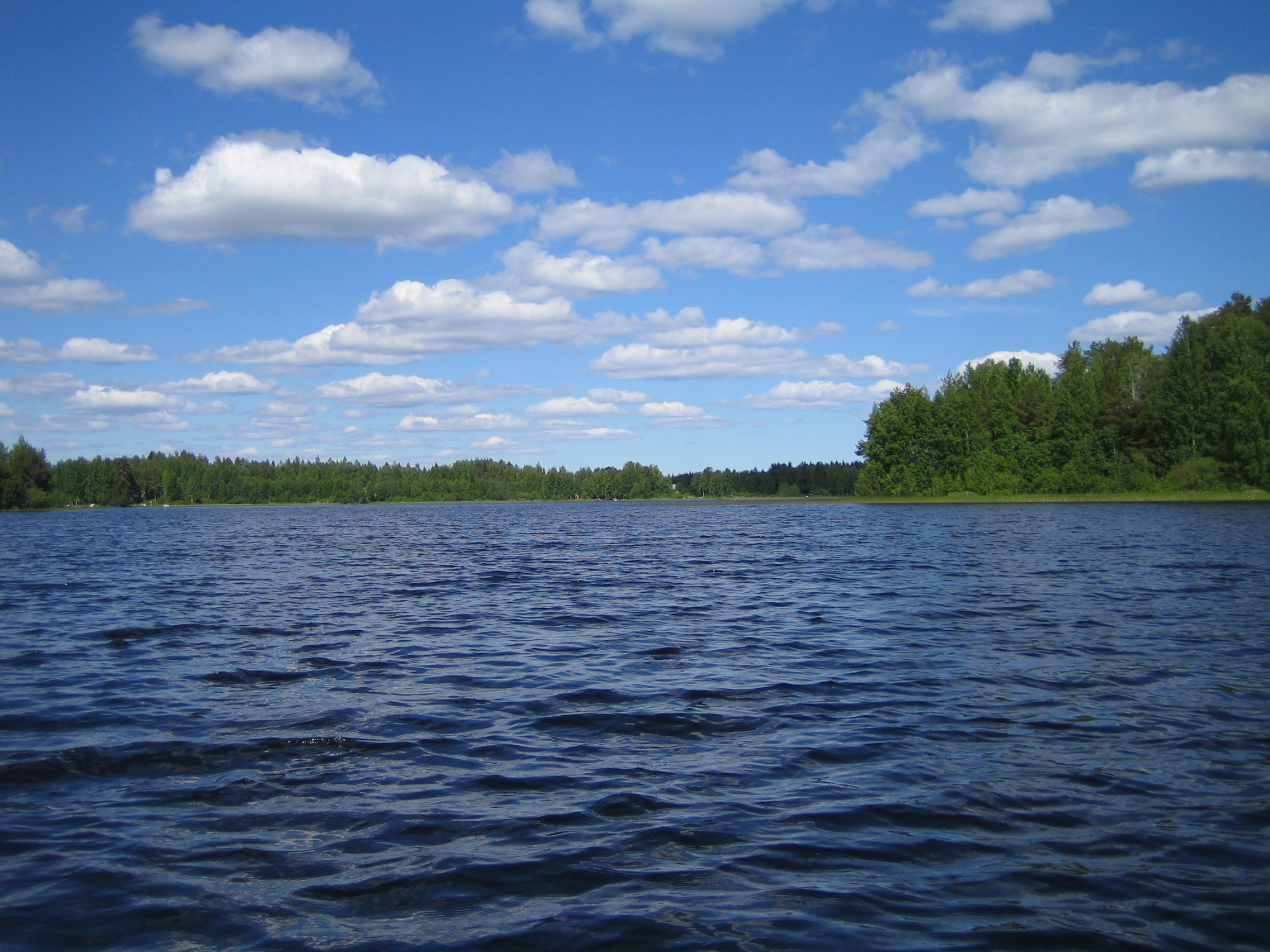
Le lac Kivesjarvi a Paltamo.

Paltamo est une commune typique du Kainuu, les forêts dominent le paysage et le relief s'élève sans comporter cependant de colline de plus de 300 mètres d'altitude.
Paltamo compte 101 lacs, dont les plus grands sont l'Oulujärvi, le Kivesjärvi et l'Iijärvi.
Le grand lac Oulujärvi occupe le sud du territoire de la municipalité.
La commune est bordée au sud par Kajaani, à l'ouest par Vaala, au nord par Puolanka, au nord-est par Ristijärvi et au sud-est par Sotkamo.

## Transports
Paltamo-village se situe à 37 km de la capitale régionale Kajaani via la nationale 22 et la nationale 5 (E63).
Paltamo est traversée par la route du goudron.
La municipalité de Paltamo est desservie par la voie ferrée Oulu–Kontiomäki et par la route nationale 22 ainsi que par la route principale 78 (Paltamo–Pudasjärvi–Rovaniemi).

## Démographie
Depuis 1980, la démographie de Paltamo a évolué comme suit,, :
| Année      | 1980  | 1985  | 1990  | 1995  | 2000  | 2005  | 2010  | 2015  |
| ---------- | ----- | ----- | ----- | ----- | ----- | ----- | ----- | ----- |
| population | 5 474 | 5 307 | 5 056 | 4 760 | 4 420 | 4 183 | 3 884 | 3 488 |

| Année      | 2015  | 2020  |
| ---------- | ----- | ----- |
| population | 3 488 | 3 268 |

## Politique et administration

### Conseil municipal
Les sièges des 21 conseillers municipaux sont répartis comme suit:
| Parti   | Parti                              | Sièges 2021–2025 |
| ------- | ---------------------------------- | ---------------- |
|         | Parti social-démocrate de Finlande | 1                |
|         | Vrais Finlandais                   | 3                |
|         | Parti de la Coalition nationale    | 2                |
|         | Parti du centre                    | 11               |
|         | Ligue verte                        | 0                |
|         | Alliance de gauche                 | 3                |
|         | Chrétiens-démocrates               | 1                |
| Sources |                                    |                  |

### Subdivisions administratives
Paltamo est formé des deux agglomérations Paltamon kirkonkylä et Kontiomäki ainsi que des 13 villages suivants:

Carte des villages de Paltamo dans les années 1970, :

- Hakasuo
- Härmänmäki
- Iijärvi
- Kivesjärvi
- Korpimäki
- Melalahti
- Mieslahti
- Oikarila-Raappananmäki
- Pehkolanlahti
- Saviranta
- Uura
- Vaarankylä
- Variskylä

1. Kiveskylä
2. Varisniemi
3. Melalahti
4. Kiehimänsuu
5. Uura
6. Mieslahti
7. Härmänmäki

## Personnalités
C'est la commune de naissance du poète et journaliste Eino Leino et de son frère Kasimir Leino.
Parmi les autres personnalités citons :
- Jorma Airaksinen, magicien
- Marisanna Jarva, député
- Jaakko Keränen, scientifique
- Keijo Korhonen (1934-2022), politicien
- Elisa Leinonen, sauteur de haies
- Väinö Markkanen (1929-), champion olympique de tir.

## Galerie

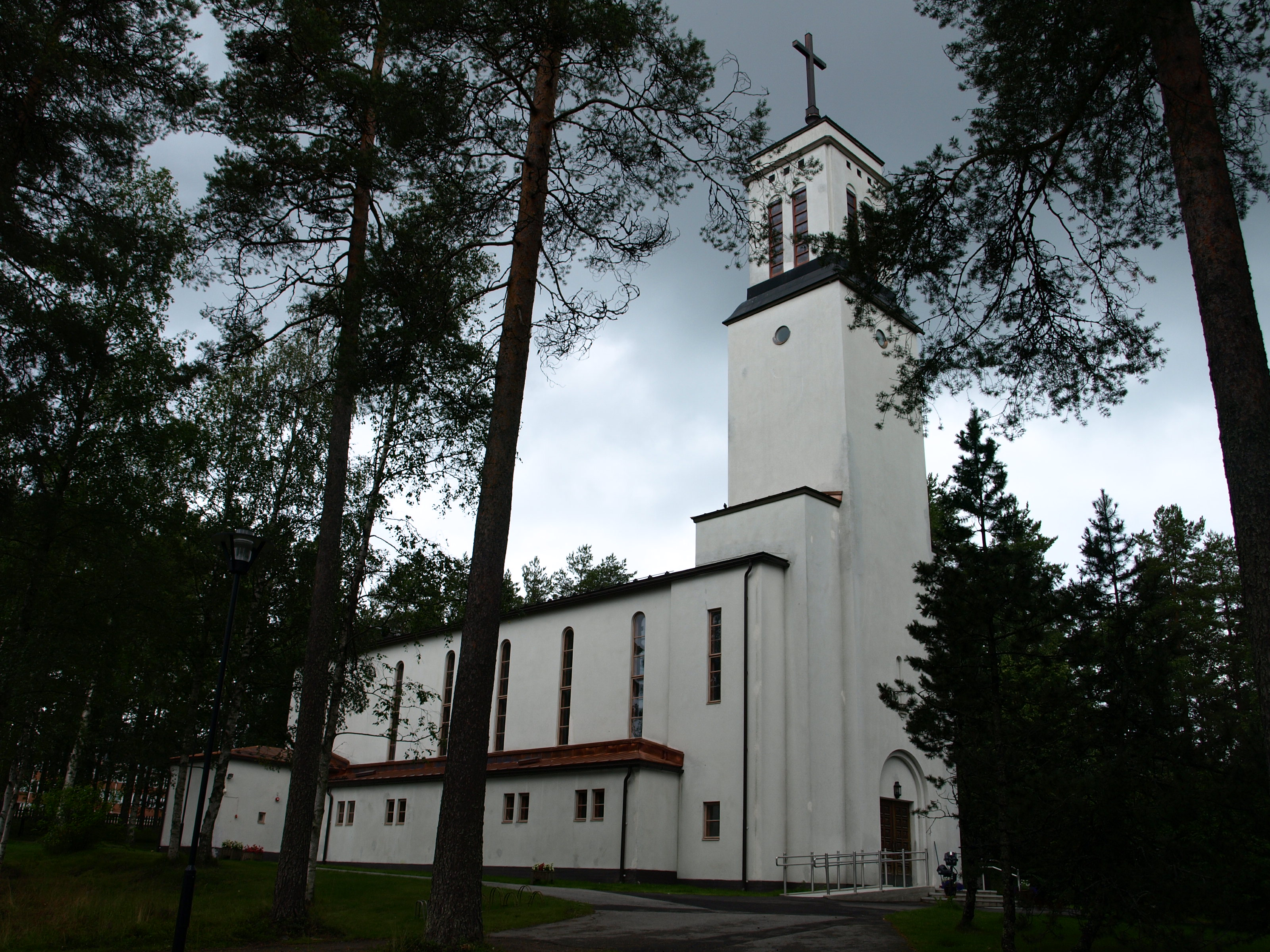
Église de Paltamo.
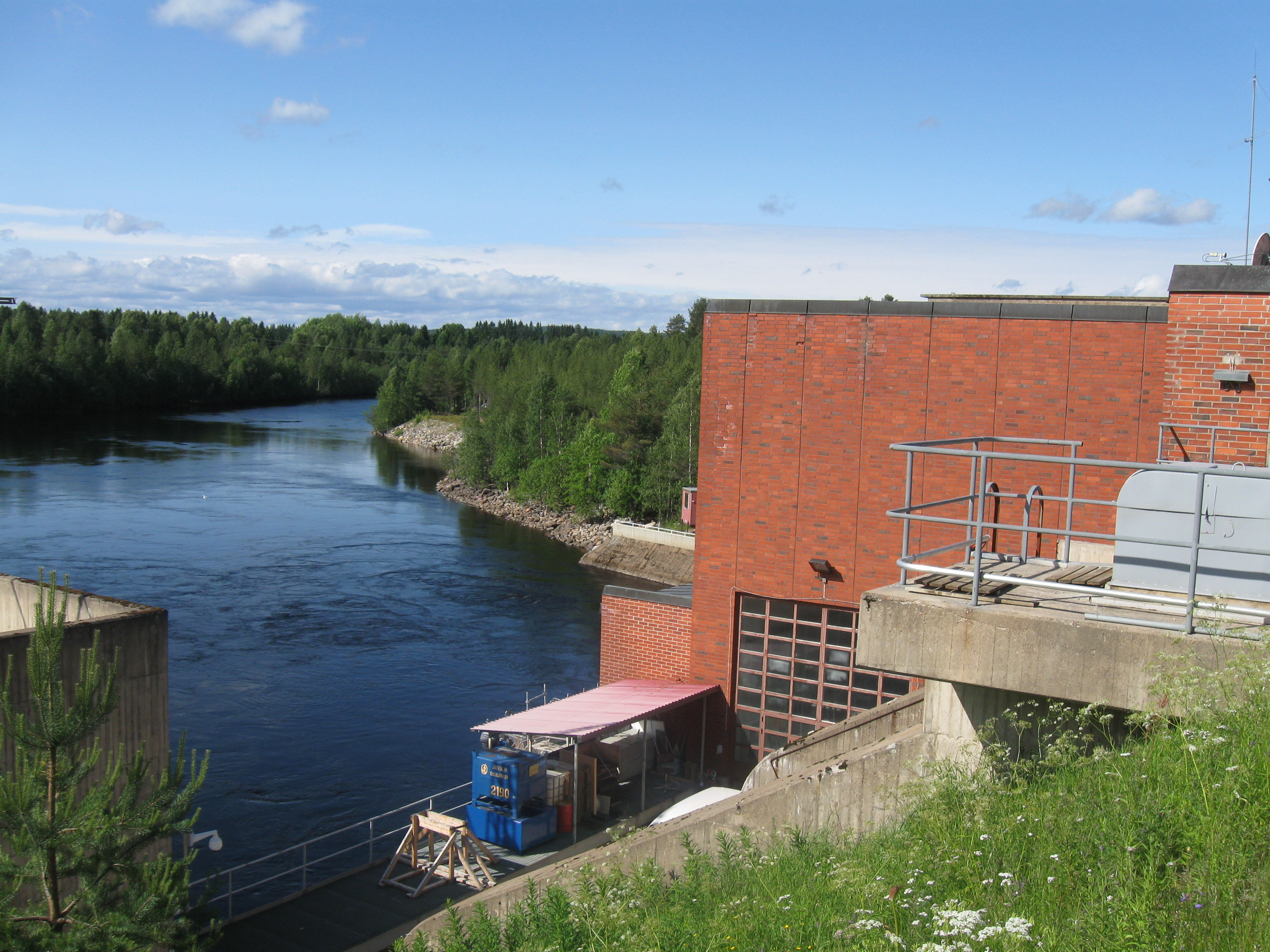
Centrale hydroélectrique de Leppikoski.
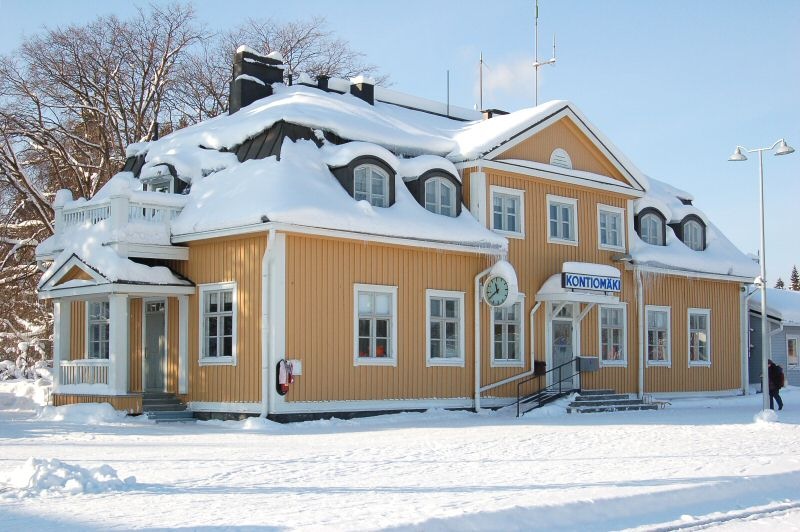
Gare de Kontiomäki.
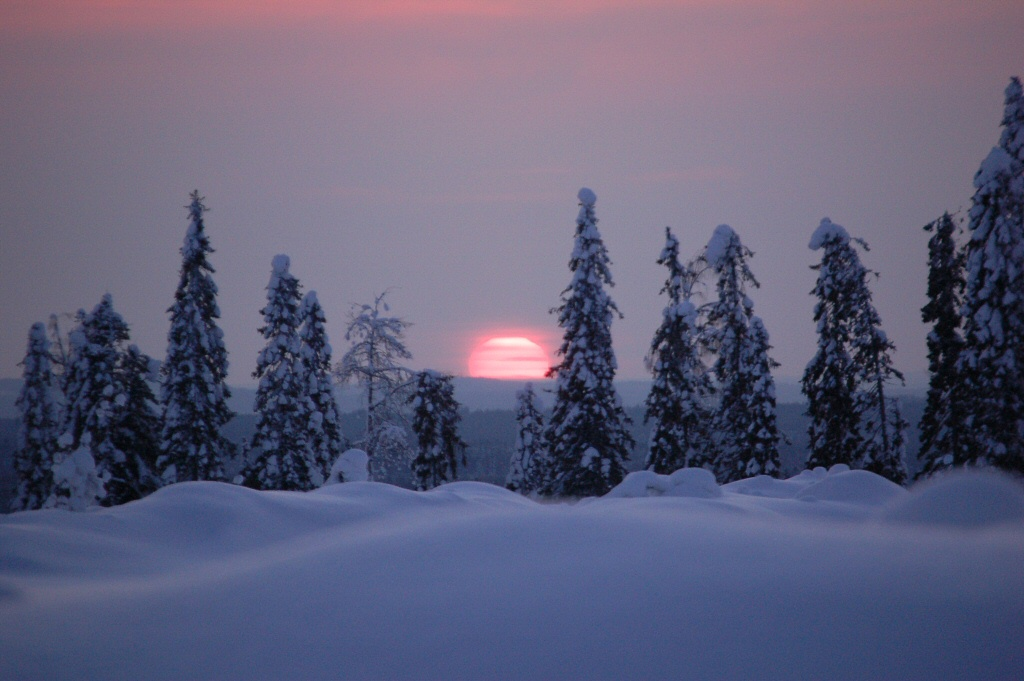
Lever du soleil à Härmänmäki.